# Yūta Matsumura
Pour les articles homonymes, voir Matsumura.
Yūta Matsumura (松村 優太, Matsumura Yūta), né le 13 avril 2001 à Osaka au Japon, est un footballeur japonais. Il évolue au poste de milieu offensif à Tokyo Verdy en prêt de Kashima Antlers.

## Biographie

### En club
Originaire de la Préfecture d'Osaka au Japon, Yūta Matsumura rejoint le club de Kashima Antlers en provenance du Lycée Shizuoka Gakuen en 2020. Le transfert est annoncé dès le mois de septembre 2019. Il joue son premier match en professionnel le 16 février 2020, à l'occasion d'une rencontre de coupe de la Ligue japonaise face au Nagoya Grampus. Il entre en jeu à la place de Shoma Doi lors de cette rencontre perdue par son équipe sur le score de un but à zéro. Il se fait remarquer lors de ce match en étant expulsé neuf minutes après son entrée en jeu, après un contact avec le gardien adverse, Mitchell Langerak. Le 12 août 2020, il inscrit son premier but en professionnel une nouvelle fois lors d'une rencontre de coupe de la Ligue japonaise, mais contre le Shimizu S-Pulse. Entré en cours de jeu, il marque le troisième but des siens, et donne par la même occasion la victoire à son équipe (2-3 score final),. Quatre jours plus tard Matsumura joue son premier match en J. League 1, lors de la dixième journée de la saison 2020 contre le Vissel Kobe. Il entre en jeu à la place de Rikuto Hirose et les deux équipes se neutralisent (2-2 score final).

### En équipe nationale
Il compte trois sélections avec les moins de 18 ans, toutes obtenues en 2019. Lors de sa première apparition, le 6 février 2019 contre la Serbie, il réalise un doublé et participe à la large victoire de son équipe (0-6 score final).
Avec les moins de 20 ans, Matsumura ne joue qu'un seul match, le 23 mars 2022 face à la Croatie. Il entre en jeu et son équipe est battue par un but à zéro.